# VU (album)
VU is een verzamelalbum van de Amerikaanse experimentele rockgroep The Velvet Underground uit 1985.

## Achtergrond
In 1968 sloot The Velvet Underground een contract bij MGM Records voor twee platen, waarvan de eerste, The Velvet Underground, in 1969 verscheen. Later dat jaar veranderde MGM vanwege financiële moeilijkheden van bestuur en werd het contract van onrendabele bands ontbonden, waaronder die van The Velvet Underground. Veertien opgenomen nummers van het tweede, verloren album werden aan de kant gezet.
Toen de muziek van The Velvet Underground in de jaren 80 een opleving maakte waren deze verloren nummers slechts beschikbaar als bootlegs, totdat de masteropnames werden herontdekt in de archieven van PolyGram. Hierop stelde Verve Records een geremasterde compilatie samen van de veertien verloren nummers, alsmede vijf onuitgebrachte nummers uit 1968, toen John Cale nog bij de groep zat. Tien van deze nummers verschenen op VU, waarvan Stephanie says en Temptation inside your heart uit de Cale-periode stammen. De rest verscheen het volgende jaar op Another view.
Zes van de nummers waren al opgenomen in het solorepertoire van Lou Reed: I can't stand it, Lisa says en Ocean op Lou Reed uit 1972; Andy's chest op Transformer uit 1972; Stephanie says (als Caroline says II) op Berlin uit 1973; en She's my best friend op Coney Island baby uit 1976.

## Nummers
Alle muziek en teksten zijn geschreven door Lou Reed, tenzij anders aangegeven. 
| Nr. | Titel                | Datum van opname | Duur |
| --- | -------------------- | ---------------- | ---- |
| 1.  | I can't stand it     | 20 mei 1969      | 3:21 |
| 2.  | Stephanie says       | 13 februari 1968 | 2:49 |
| 3.  | She's my best friend | 14 mei 1969      | 2:47 |
| 4.  | Lisa says            | 1 oktober 1969   | 2:53 |
| 5.  | Ocean                | 19 juni 1969     | 5:10 |

| 6.                 | Foggy notion (Reed, Sterling Morrison, Doug Yule, Maureen Tucker, Hy Weiss) | 6 mei 1969        | 6:41 |
| 7.                 | Temptation inside your heart                                                | 14 februari 1968  | 2:30 |
| 8.                 | One of these days                                                           | 23 september 1969 | 3:50 |
| 9.                 | Andy's chest                                                                | 13 mei 1969       | 2:49 |
| 10.                | I'm sticking with you                                                       | 13 mei 1969       | 2:26 |
| Totale duur: 35:16 |                                                                             |                   |      |

## Bezetting

### The Velvet Underground
- Lou Reed – leadzang, gitaar
- John Cale – viola, celesta en achtergrondzang op Stephanie says, basgitaar op Temptation inside your heart
- Sterling Morrison – gitaar, achtergrondzang
- Maureen Tucker – percussie, leadzang op I'm sticking with you
- Doug Yule – basgitaar, keyboard, leadzang op She's my best friend, achtergrondzang op I can't stand it, Lisa says, Foggy notion, One of these days, Andy's chest, piano en achtergrondzang op I'm sticking with you, leadgitaar op One of these days

### Technische medewerkers
- The Velvet Underground – productie
- Gary Kellgren – geluidstechniek
- Bill Levenson – uitvoerende compilatieproducent
- J. C. Convertino – compilatietechniek